# Équipe cycliste Feirense-Beeceler
L'équipe cycliste Feirense-Beeceler est une équipe cycliste masculine portugaise ayant le statut d'équipe continentale depuis 2018. Fondée en 1983, elle est actuellement basée à Albergaria-a-Velha.

## Histoire
Basé à Santa Maria da Feira, une municipalité avec une riche tradition cycliste, C.D. Feirense a créé, fin 1983, une équipe cycliste nommée Feirense-Ruquita qui est entrée en compétition l'année suivante.
À partir de 1987, l'équipe débute une décennie de compétition dans les rangs professionnels, dont les principales victoires sont le classement général du Tour du Portugal et celui du Tour de l'Algarve remportés par Fernando Carvalho (pt) en 1990.
Le 26 octobre 2017, pour célébrer le centenaire du CD Feirense, Rodrigo Nunes, président du club, révèle le retour à la compétition cycliste en partenariat avec Fernando Vasco, responsable du développement de l'équipe Sport Ciclismo São João de Ver, et Fernando Pinto.
Fernando Pinto, ancien directeur général et soutien fincancier de LA Alumínios-LA Sport, a été retenu en tant que directeur général. Le cycliste retraité Joaquim Andrade assuma le rôle de directeur sportif. Depuis 2019, Rodrigo Nunes succède à Fernando Pinto en tant que directeur général.

## Principales victoires

### Courses par étapes
- Tour du Portugal
  - 1988 : 10e étape (Luis Santos)
  - 1989 : 1e étape (Orlando Neves), 16e étape (Slawomir Pietruszewsky)
  - 1990 : Classement général, 7e étape (Fernando Alberto Oliveira Carvalho), 16e étape (Benjamin Carvalho)
  - 1991 : 13e et 16e étape (Orlando Sergio Rodrigues)
  - 1993 : 12e étape (Quintino Rodrigues), 16e étape (Fernando Alberto Oliveira Carvalho)
- Tour de l'Algarve
  - 1987 : 7e étape (Luis Santos)
  - 1988 : 1e étape (Manuel Grilo)
- Grand Prix Jornal de Notícias
  - 1988 : Classement général, 1e étape (Manuel António de Sa), 5e étape (Carlos Pereira)
  - 1993 : 5e étape (Joaquim Andrade)
- Grand Prix International de Torres Vedras-Trophée Joaquim Agostinho
  - 1990 : 1e étape (Andrezj Dulas)
- Grand Prix International Costa Azul
  - 1991 : Classement général (Carlos Carneiro)
  - 1992 : 6e étape (Oleg Logvine)
- Tour de l'Alentejo
  - 1992 : 7e étape (Alexandre Zinoviev)
  - 1993 : 7e étape (Andrezj Dulas)
  - 2018 : 4e étape (Edgar Pinto)
- Tour de la communauté de Madrid
  - 2018 : Classement général et 1e étape (Edgar Pinto)
- Grande Premio Nacional 2 de Portugal
  - 2018 : 5e étape (João Matias)

## Classements UCI
L'équipe participe aux épreuves des circuits continentaux et en particulier de l'UCI Europe Tour. Les tableaux ci-dessous présentent les classements de l'équipe sur les différents circuits, ainsi que son meilleur coureur au classement individuel.
UCI Europe Tour
| UCI Europe Tour | UCI Europe Tour        | UCI Europe Tour                           | UCI Europe Tour |
| Année           | Classement par équipes | Meilleur coureur au classement individuel |                 |
| --------------- | ---------------------- | ----------------------------------------- | --------------- |
| 2018            | 61e                    | Edgar Pinto (169e)                        |                 |
| 2019            | 92e                    | Jesús del Pino (606e)                     |                 |
| 2020            | 90e                    | Rafael Reis (807e)                        |                 |
| 2021            | 85e                    | Fábio Oliveira (774e)                     |                 |
| 2022            | 91e                    | André Cardoso (848e)                      |                 |
| 2023            | 71e                    | -                                         |                 |
|                 |                        |                                           |                 |
| Source : UCI    |                        |                                           |                 |

L'équipe est également classée au Classement mondial UCI qui prend en compte toutes les épreuves UCI et concerne toutes les équipes UCI.
| Classement mondial | Classement mondial     | Classement mondial                        | Classement mondial |
| Année              | Classement par équipes | Meilleur coureur au classement individuel |                    |
| ------------------ | ---------------------- | ----------------------------------------- | ------------------ |
| 2018               | -                      | Edgar Pinto (335e)                        |                    |
| 2019               | 166e                   | Jesús del Pino (831e)                     |                    |
| 2020               | 152e                   | Rafael Reis (1039e)                       |                    |
| 2021               | 143e                   | Fábio Oliveira (1042e)                    |                    |
| 2022               | 158e                   | André Cardoso (1211e)                     |                    |
| 2023               | 130e                   | Afonso Eulálio (807e)                     |                    |
| 2024               | -                      | Afonso Eulálio (489e)                     |                    |
|                    |                        |                                           |                    |
| Source : UCI       |                        |                                           |                    |

## ABTF Betão-Feirense en 2022
| Cycliste                     | Date de naissance | Nationalité | Équipe 2021              |  |
| ---------------------------- | ----------------- | ----------- | ------------------------ |  |
| João Barbosa                 | 21 décembre 1997  | Portugal    | Antarte-Feirense         |  |
| André Cardoso                | 3 septembre 1984  | Portugal    | Efapel                   |  |
| Miguel Carvalho              | 26 septembre 2001 | Portugal    |                          |  |
| Venceslau Fernandes          | 24 janvier 1996   | Portugal    | Antarte-Feirense         |  |
| Micael Isidoro               | 12 août 1982      | Portugal    | Louletano-Loulé Concelho |  |
| Viktor Manakov               | 9 juin 1992       | Russie      |                          |  |
| Carlos Francisco Ochoa       | 31 mai 1994       | Philippines | Louletano-Loulé Concelho |  |
| Fábio Marcelo Pinto Oliveira | 25 octobre 1994   | Portugal    | Antarte-Feirense         |  |
| Francisco Pereira            | 30 août 2000      | Portugal    |                          |  |
| Ivo Pinheiro                 | 9 août 1998       | Portugal    | Miranda-Mortágua         |  |